# Blue chip
Blue chip è un termine comunemente usato in borsa per indicare le azioni di società ad alta capitalizzazione azionaria. Le origini del nome derivano dal gioco d'azzardo: nel poker, la blue chip (gettone blu) è la fiche cui si attribuisce il valore più alto. Le blue chip sono i componenti degli indici più popolari, come l'FTSE MIB, l'EURO STOXX 50, l'S&P 500, il Nikkei 225, etc.
L'indice più popolare che segue le blue chip degli Stati Uniti è il Dow Jones Industrial Average, una media ponderata per il prezzo di 30 azioni blue-chip che sono generalmente i leader del loro settore. Tutte le società del Dow Jones Industrial Average sono blue chip, ma il Dow Jones Industrial Average è un indice che non include tutte le società blue chip. Tuttavia, è un indicatore del mercato azionario ampiamente seguito dal 1º ottobre 1928.